# Malatyalı Süleyman Pascha
Malatyalı Süleyman Pascha (armenisch Էրմենի Սուլեյման Փաշա Ermeni Sulejman P’ascha, türkisch Ermeni Süleyman Paşa) – geboren 1607 in Malatyalı; gestorben am 28. Februar 1687 – war ein Großwesir des Osmanischen Reiches. In dieser Funktion diente Ermeni Süleyman Pascha, der auch koca genannt wurde, vom 19. August 1655 bis zum 28. Februar 1656 unter Sultan Mehmed IV. (auch „der Jäger“ – Avci genannt).
Seine genaue Herkunft und sein genaues Geburtsdatum sind nicht gesichert. Er war christlicher Herkunft. Die Überlieferung, er sei Armenier gewesen, ist offenbar zweifelhaft und nur eine Möglichkeit. Man weiß lediglich, dass er im Jahre 1607 im anatolischen Malatya geboren wurde. Er besuchte im Rahmen der Knabenlese die Palastschule Enderûn und machte zunächst Karriere im Palast, vom  Tülbent ağası, Silâhdar, Kubbe veziri und stieg mit der Zeit zum Gouverneur (Beylerbeyi) der Eyâlets (Großprovinzen) von Sivas und Erzurum auf. Nach seiner Zeit als Großwesir diente er nochmals als Gouverneur von Bosnien, 1659 als Kaymakam von Istanbul. Ein Jahr später wurde er abgesetzt, wegen des Großbrandes, der in der Stadt wütete. Er wurde mit der Aufgabe, die Grenzen gegen die Donkosaken zu sichern, zur Regierung Silistres entsandt, eine Aufgabe, der er nicht gewachsen war. Anschließend wurde er erneut Kaymakam Istanbuls und wurde nach erneuten Bränden durch den Sultan abgesetzt. 1665 wurde er wieder in das Amt eingesetzt. Ein Jahr später wurde Süleyman Pascha zum Beylerbeyi von Edirne. Nach einem Amtsjahr trat er zurück und verbrachte die letzten 20 Jahre als Privatmann mit allen Privilegien.
Malatyalı Süleyman war mit der Tochter des Sultans Ibrahim, Ayşe, verheiratet, weshalb er auch Damat Süleyman Pascha genannt wurde. Er starb im Alter von 80 Jahren am 28. Februar 1687 und wurde im Garten seines Konaks beerdigt.
A. H. de Groot bezeichnete seine Karriere als charakteristisch für die Epoche. Süleyman Pascha sei als nicht besonders talentierter Staatsmann durch das Patronage-System, dem er angehörte, durchgeschleppt worden.